# Phytomyza monticola
Phytomyza monticola är en tvåvingeart som beskrevs av Cerny 2007. Phytomyza monticola ingår i släktet Phytomyza och familjen minerarflugor.
Artens utbredningsområde är Andorra. Inga underarter finns listade i Catalogue of Life.